# Pantego
Pour les articles homonymes, voir Pantego (homonymie).
Pantego est une ville américaine située dans le comté de Beaufort dans l'État de Caroline du Nord. En 2010, sa population était de 179 habitants.

## Traduction
- (en) Cet article est partiellement ou en totalité issu de l’article de Wikipédia en anglais intitulé « Pantego, North Carolina » (voir la liste des auteurs).